# Engordany
Engordany – miasto w Andorze, na wysokości około 1497 m n.p.m., w parafii Escaldes-Engordany. Znajduje się na drodze pomiędzy Les Escaldes i Andorra la Vella.